# Péssima Influência
Péssima Influência é um espetáculo de stand-up comedy apresentado pelo humorista Rafinha Bastos, entre 2011 e 2014. É o segundo show solo oficial do humorista. 

## Informações
Péssima Influência contêm novas piadas escritas por Bastos e mais uma vez exploram temas diversos como família, religião, estilos musicais e deficiência visual. Problemas na justiça envolvendo seu stand-up anterior, A Arte do Insulto, como os processos que ele recebeu da APAE e do estado de Rondônia, assim como os que causaram sua saída do humorístico CQC, também serviram de piadas para Péssima Influência.
Assim como foi feito com A Arte do Insulto, uma das últimas apresentações de Péssima Influência a princípio também seria lançado em DVD. O espetáculo foi gravado no Teatro Bradesco, em São Paulo, no dia 16 de Novembro de 2014. Em 7 de Abril de 2015, Bastos anuncia em seu perfil oficial do Facebook que estaria lançando a apresentação na íntegra somente no seu canal oficial no You Tube no dia 5 de Maio. Em 28 de Abril, Bastos disponibiliza uma prévia do espetáculo. Em 5 de Maio, Bastos lança o espetáculo na íntegra.

## Repercussão
Durante sua primeira semana de exibição pelo You Tube, Péssima Influência se tornou um dos vídeos mais assistidos da rede com 600 mil visualizações. Em três semanas, o vídeo obteve 1 milhão de visualizações, batendo o recorde de seu stand-up anterior, A Arte do Insulto, que quando lançado em DVD obteve 25 mil cópias vendidas no período de três meses, e 2 milhões de visualizações no YouTube, em dois anos.

## Créditos
Show
- Rafinha Bastos – roteirista, produtor

Vídeo
- Fernando Muylaert – direção geral
- Diego Valenzuela – diretor de fotografia
- Rafinha Bastos – edição
- Rodrigo  Veneziano Monteiro – operador câmera
- Claudemir Luiz de Oliveira – operador câmera
- Fabiano de Lima Diniz – operador câmera
- Lucas Kiler – operador câmera, edição
- Victor Jeronymo Polycarpo – assistente câmera
- Anderson Rosato – música
- Juliana Kulesza – direção de produção
- Camila Andrade Vaz – assistência de produção